# Nikolai Frederik Severin Grundtvig

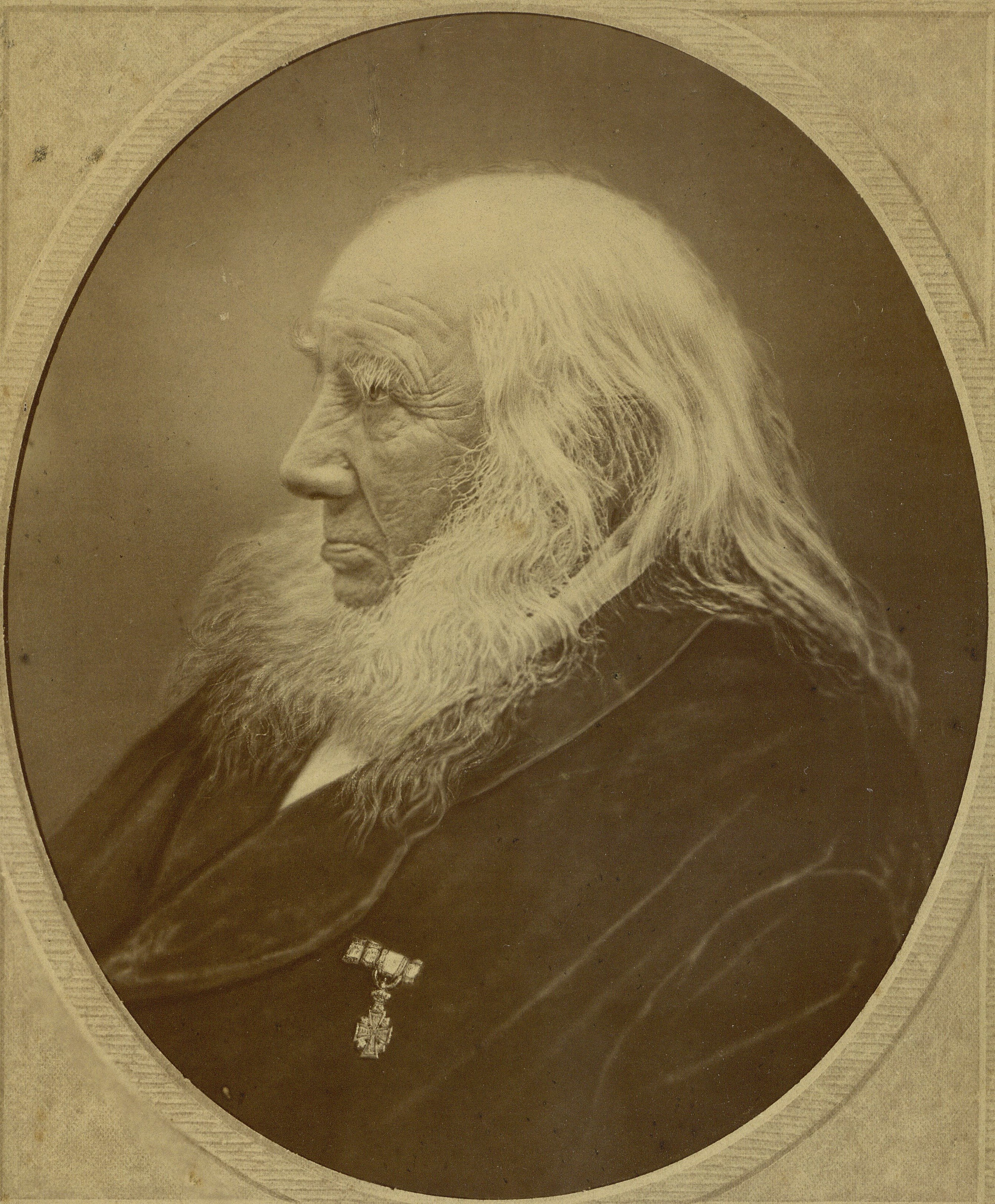
N. F. S. Grundtvig, Fotografie (August 1872)

Nikolai Frederik Severin Grundtvig [ˈgʀondviːʔ] (* 8. September 1783 in Udby (Seeland); † 2. September 1872 in Kopenhagen) – bekannt auch als N. F. S. Grundtvig oder nur Grundtvig – war ein dänischer Schriftsteller, Dichter, Philosoph, Historiker, Pfarrer, Pädagoge und Politiker.

## Familie
Frederik Grundtvig war der jüngste Sohn von fünf Kindern des Pfarrers Johan Grundtvig († 1813) und dessen Ehefrau Cathrine Grundtvig, geb. Bang. Grundtvigs Mutter war eine Nachfahrin der altdänischen Familie Bang. Sein Onkel F. L. Bang, ein Bruder der Mutter und Mediziner in Kopenhagen, war der Stiefvater von Jakob Peter Mynster, der 1834–1854 Bischof von Seeland war. Aus einer Ehe der Schwester seiner Mutter stammte Henrik Steffens (1773–1845).
Am 12. August 1818 heirateten – nach einer siebenjährigen Verlobungszeit – Grundtvig und Elisabeth Blicher († Januar 1851). Dieser Ehe entstammen die Söhne Johan Grundtvig und Svend Grundtvig (1824–1883). Nach dem Tod seiner ersten Frau schloss Grundtvig seine zweite Ehe am 25. Oktober 1851 mit Marie Toft († 1854), Witwe eines Gutsbesitzers auf Seeland. Grundtvigs Liebeslied Hvad er det, min Marie („Was ist das, meine Marie?“) gehört zum dänischen Liedgut. In seiner dritten Ehe war Grundtvig ab dem 14. April 1858 mit der im Vorjahr verwitweten Asta Reedtz verheiratet, einer geborenen Gräfin Krag-Juel-Vind-Frijs. Wegen seines Alters von 75 Jahren kam es in der Öffentlichkeit wegen der Eheschließung zu Diskussionen.

## Leben
Von 1792 bis 1798 erhielt Grundtvig privaten Unterricht beim Pfarrer Laurits Feld in Tyregod bei Vejle (Jütland). Danach besuchte er bis 1800 die Lateinschule in Aarhus. Ab 1800 studierte Grundtvig Theologie an der Universität Kopenhagen, wo der Theologe Friedrich Münter und sein zehn Jahre älterer Cousin, der Philosoph Henrik Steffens, lehrten. Vorlesungen bei Steffens hörte er 1802/03. Das Studium beendete Grundtvig 1803 mit dem Ersten Theologischen Examen.
Anschließend kehrte er nach Udby zurück. Von 1805 bis 1807 war er Privatlehrer auf dem Landgut Egeløkke (Langeland). Dort verliebte er sich unglücklich in die Hausherrin Constance Steensen de Leth. Von 1807 bis 1811 war Grundtvig Geschichtslehrer am Schouboeske Institut. Hier entstanden seine ersten Dichtungen sowie die frühen Werke zur nordischen Mythologie.
In der Predigt anlässlich seiner Ordination am 29. Mai 1810 sprach sich Grundtvig gegen den Rationalismus aus, in dem seiner Meinung nach das Wort Gottes nicht richtig verkündet werde. In den folgenden Jahren vertrat er eine biblizistische und bewusst lutherische Theologie. Nach seiner Ordination arbeitete er in seinem Heimatort Udby bis 1813 als Hilfspfarrer. Nach dem Tode des Vaters bewarb er sich vergeblich um dessen Nachfolge als Pfarrer. 
Grundtvig ging nach Kopenhagen, wo er zwar noch predigte, doch begannen hier verstärkt seine Tätigkeiten als Dichter. In der Frederiksberger Kirche erklärte er am 26. Dezember 1815, er werde nach dieser Weihnachtspredigt fortan nicht mehr predigen. Von 1816 bis 1819 erschien seine Monatszeitschrift Danne-Virke, in deren vier Jahrgängen Grundtvig eigene Artikel über die Themen Vernunft und Offenbarung sowie über die Rolle der Phantasie in Kunst und Poesie veröffentlichte. Des Weiteren erschienen seine Gedichte und Aufsätze über Kirche, Staat und Schule. 
Von 1821 bis 1822 war er als Pfarrer in Præstø tätig. Von 1822 bis zur Amtsniederlegung im Jahr 1826 war Grundtvig Pfarrer an der Erlöserkirche in Kopenhagen. In dieser Zeit legte er großen Wert auf das Glaubensbekenntnis, die Sakramente und die altkirchliche Tradition, also das Dogma. 
In den Jahren 1829, 1830 bis 1831 und 1843 reiste Grundtvig nach England. Er interessierte sich für alte angelsächsische Handschriften. Die Studienreisen – König Frederik VI. setzte sich für die Finanzierung ein – beeinflussten Grundtvigs kirchliches Denken in die Richtung der Aufklärung. Zugleich übten die Reisen einen Einfluss auf seine pädagogischen Ideen aus.
Im Jahr 1832 erhielt Grundtvig von der Regierung die Erlaubnis, in der Kopenhagener Christianskirche zu predigen. Das Jahr markierte seine Hinwendung zur Aufklärung. Sein Grundproblem war (nach Auffassung des Biografen Kaj Thaning) die Frage nach dem Verhältnis zwischen Christenleben und Menschenleben. Dies manifestierte sich fortan in Grundtvigs Grundsatz: Menneske først og kristen så – „Zuerst Mensch und dann Christ“. Er interessierte sich immer mehr für den Humanismus.
Am 9. Juni 1839 bekam Grundtvig das Pfarramt am Kopenhagener Vartovhospital, wo er bis zu seinem Tode im Jahr 1872 predigte. Grundtvig galt nach dem Eklat von 1826 (vgl. Abschnitt Theologisches Wirken) wieder als rehabilitiert. Zu seiner Gemeinde zählte unter anderem Königin Caroline Amalie. Seine Psalmensammlung Festsalmer wurde das Gesangbuch der Gemeinde. Von dort begann der Grundtvigianismus, der das geistliche Leben Dänemarks veränderte. Heute befindet sich hier die Grundtvig-Bibliothek. 
Nach der Märzrevolution 1848 in Dänemark begann der parteilose Grundtvig seine politische Laufbahn. Er galt als äußerst liberal, setzte sich für Religionsfreiheit ein und gehörte zu den wenigen Männern seiner Zeit, die die beginnende Frauenbewegung unterstützten. 1849 und 1855 erkämpfte Grundtvig in Dänemark die Schulfreiheit.

## Theologisches Wirken

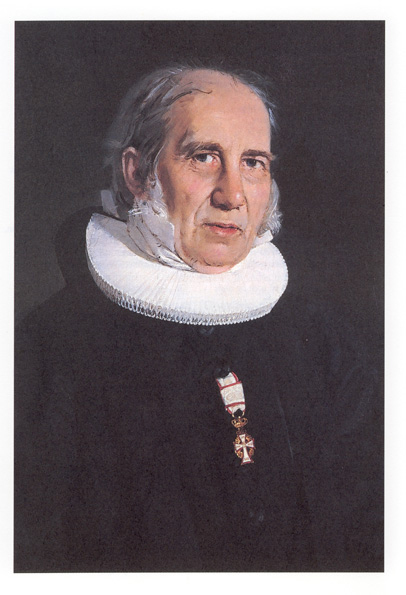
N. F. S. Grundtvig, der Theologe (1843). Gemälde von Christian Albrecht Jensen

Weltanschaulich wandelte er sich vom konservativen Lutheraner zum Reformer. Das dänische Internetprojekt Grundtvig på Nettet („Grundtvig im Netz“) hat sich zur Aufgabe gemacht, seine 600 überlieferten Predigten, die in Manuskripten erhalten sind, zu entziffern und dann (meist erstmals) zu veröffentlichen.
Johann Gottfried von Herder hat Grundtvigs Denken beeinflusst. Als Kritiker und Gegner seiner theologischen Anschauung – er setzte sich für eine Erneuerung des Luthertums gegen den in seiner Zeit dominierenden Rationalismus ein – gelten: 
- der Rationalist Henrik Nicolai Clausen (1793–1877), der von Schleiermachers Vermittlungstheologie beeinflusst war,
- der dänische Philosoph Sören Kierkegaard (1813–1855) und
- der isländische Theologe Magnús Eiríksson (1806–1881).

In seinem Pamphlet Kirkens Genmæle („Erwiderung der Kirche“) reagierte er 1826 auf Clausens Schrift Verfassung, Lehre und Ritus des Katholizismus und Protestantismus, die 1825 erschienen war. Von Clausen wegen Beleidigung angezeigt, verzichtete Grundtvig 1826 auf sein Pfarramt. Zudem wurde er am 30. Oktober 1826 zu einer Geldstrafe verurteilt und unter lebenslange Zensur gestellt, die 1837 wieder aufgehoben wurde. 
Im Jahre 1837 erschien sein Sang-Værk til den danske Kirke, sein Liederbuch für die dänische Kirche. Es umfasst 400 der insgesamt 1.500 Grundtvig-Psalmen. 1860 erschien das lange Gedicht Christenhedens Syvstjerne („Siebengestirn der Christenheit“), in Anlehnung an die sieben Gemeinden in der Offenbarung des Johannes. In dem Gedicht kommen sechs große Kirchen vor: die jüdische (die Christen aus dem Judentum), die griechische, die römische, die englische, die deutsche und die nordische. Welches die siebte sein soll, blieb sein Geheimnis. 1861 – fünfzig Jahre nach seiner Ordination – wurde Grundtvig in Anerkenntnis seines Lebenswerkes von König Frederik VII. zum Bischof von Seeland ernannt. Er war damit nominell Primas der dänischen Kirche.

## Wirken als Dichter

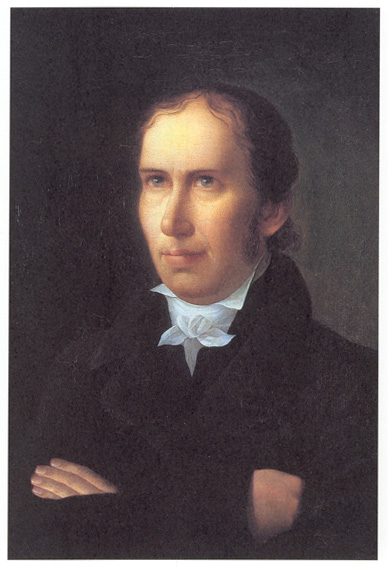
N. F. S. Grundtvig, der Dichter (1820)

Grundtvig spezialisierte sich in Älterer Skandinavistik und Anglistik. Gleichzeitig brach er mit der damals vorherrschenden Stilrichtung der Romantik. In seiner Zeitschrift Danne-Virke erschienen 1816 bis 1819 zahlreiche Gedichte, neben philosophischen und theologischen Essays.
1824 erschien sein größtes poetisches Einzelwerk, Nyaars-Morgen („Neujahrs-Morgen“). Es handelt sich um ein großes autobiografisches, prophetisches Gedicht, das in zehn Liedern seine persönliche Entwicklung und seine große Hoffnung in die Zukunft Skandinaviens ausdrückt. Die Bildersprache des Werkes lehnt sich an die Jahres- und Tageszeiten an, dem Gegensatz zwischen Licht und Dunkelheit, Wärme und Kälte, Leben und Tod. 
Grundtvigs Bemühungen um die nordische Philologie führten zu einer Freundschaft mit dem färöischen Linguisten V. U. Hammershaimb, der die neufäröische Schriftsprache entwickelte. Grundtvigs Einfluss wird hier als prägend angesehen. Bis zu seinem Tod 1872 stand er in ständigem Briefkontakt mit Hammershaimb. Grundtvigs Sohn Svend Grundtvig führte das Werk seines Vaters fort und wurde Herausgeber der färöischen Balladen.

## Wirken als Historiker
1812, 1814 und 1817 erschien Grundtvigs Udsigt over Verdens-Krøniken. Es ist eine Sicht der Weltgeschichte, in der er seine drei Interessensgebiete Geschichtswissenschaft, Dichtkunst und Theologie in einem Werk zusammenfasst und die Zusammenhänge der drei Disziplinen untereinander beschreibt.
Von 1815 bis 1821 übersetzte Grundtvig einige Bände der Chronik Gesta Danorum des dänischen Geistlichen Saxo sowie Werke von Snorre. 1820 kam noch Beowulf hinzu.
1832 erschien Nordens Mythologi eller Sindbilled-Sprog – Historisk-Poetisk udviklet og oplyst af N. F. S. Grundtvig („Mythologie des Nordens“). In dem Werk schuf Grundtvig eine Kombination von Poesie und Geschichtswissenschaft.
1838 begann Grundtvig seine historischen Vorträge, bei denen es sich um eine Vorlesungsreihe über die Geschichte Europas handelte. Zugleich begründete er seine Gewohnheit, einen Vortrag mit dem Singen eines seiner Psalmen zu beginnen, und seine Zuhörer stimmten spontan den Psalm Kommer hid, I piger smaa („Kommet her, ihr kleinen Mädchen“) an. Die Tradition wird bis heute an den dänischen Volkshochschulen gepflegt.
Auf seine Initiative wurde der später nach ihm benannte Grundtvig-Dolmen als eines der ersten vorgeschichtlichen Monumente in Dänemark unter Schutz gestellt.

## Volkspädagoge
International bekannt geworden sind die von Grundtvig begründeten nichtstaatlichen Volkshochschulen in Dänemark, die so genannten folkehøjskoler. Im Jahr 1844 eröffnete Grundtvig in Rødding die erste europäische Heimvolkshochschule, die 1865 infolge des Deutsch-Dänischen Krieges nach Askov verlegt wurde. 1851 folgt die Ryslinge Højskole auf der Insel Fünen, 1856 die Marielyst højskole in Hillerød (heute Grundtvigs Højskole). Mit diesen Gründungen sollte eine Alternative zum staatlichen Erziehungssystem geschaffen werden. 
Sein pädagogisches Konzept war das „lebendige Wort“ zwischen Lehrer und Schüler. In Grundtvig-Schulen gibt es keine Noten. Ihm galt: Nicht die Lehrer dozieren einen Stoff, sondern sie lernen selbst durch die Fragen der Schüler. All das geschieht unter dem Gesichtspunkt der Aufklärung. 
Grundtvig wollte die „Schule des Lebens“, lebenslanges Lernen für alle Beteiligten. Die Theorie der Grundtvig-Schule ist in keinem kompakten Kanon niedergeschrieben. Vielmehr wird sie in erster Linie mündlich und vor allem durch die Praxis überliefert.
Diese alternative Schulidee breitete sich weltweit, besonders aber in Skandinavien aus. In Norwegen und Schweden sind die Folkehøgskole bzw. Folkhögskola ein Teil des staatlichen Bildungssystems. Das mehrmonatige gemeinsame Leben und Lernen junger Erwachsener ist verbindendes Element. 
Heute ist Grundtvig der Namensgeber eines gleichnamigen EU-Programms, das sich unter dem Sokrates-Programm der Idee des Lebenslangen Lernens widmet. Die Grundtvig-Programme bemühen sich um die Entstehung europäischer Zusammenarbeit auf dem Gebiet der Erwachsenenbildung.

## Politiker
Im 19. Jahrhundert war N. F. S. Grundtvig ein wichtiger dänischer Politiker. Zunächst ein überzeugter Monarchist und gegen den Liberalismus der deutschfreundlichen dänischen Bourgeoisie eingestellt, nahm er dennoch an der bürgerlichen Revolution von 1848 teil. Er wurde Mitglied der dänischen Nationalversammlung, die die erste Verfassung des Königreichs verabschiedete und so die konstitutionelle Monarchie einführte.
Er setzte sich als Parteiloser ebenso für Religionsfreiheit und Schulfreiheit ein, wie auch für die aufkeimende Frauenbewegung. Sein Freiheitsdrang manifestierte sich in einer äußerst liberalen Gesinnung.
Von 1850 bis 1858 war er Abgeordneter im dänischen Reichstag. 1866, nach dem Debakel der Düppeler Schanzen, erfuhr er als 83-Jähriger ein spätes Comeback und profilierte sich als Führer der linken Opposition.

## Philosoph
N. F. S. Grundtvig war vom Gedanken der Volksaufklärung beseelt. Er vertrat eine emanzipatorische Sicht, die sich nach dem nationalen Trauma von 1864 (Deutsch-Dänischer Krieg) in einer nationalen Position wiederfand, die man mit den Worten umschreiben kann: „Was außerhalb verloren wurde, muss innerhalb wiedererlangt werden.“ Er verstand die nationale Krise Dänemarks als Chance zur nationalen Identitätsfindung.

### „Volkliches“ Denken

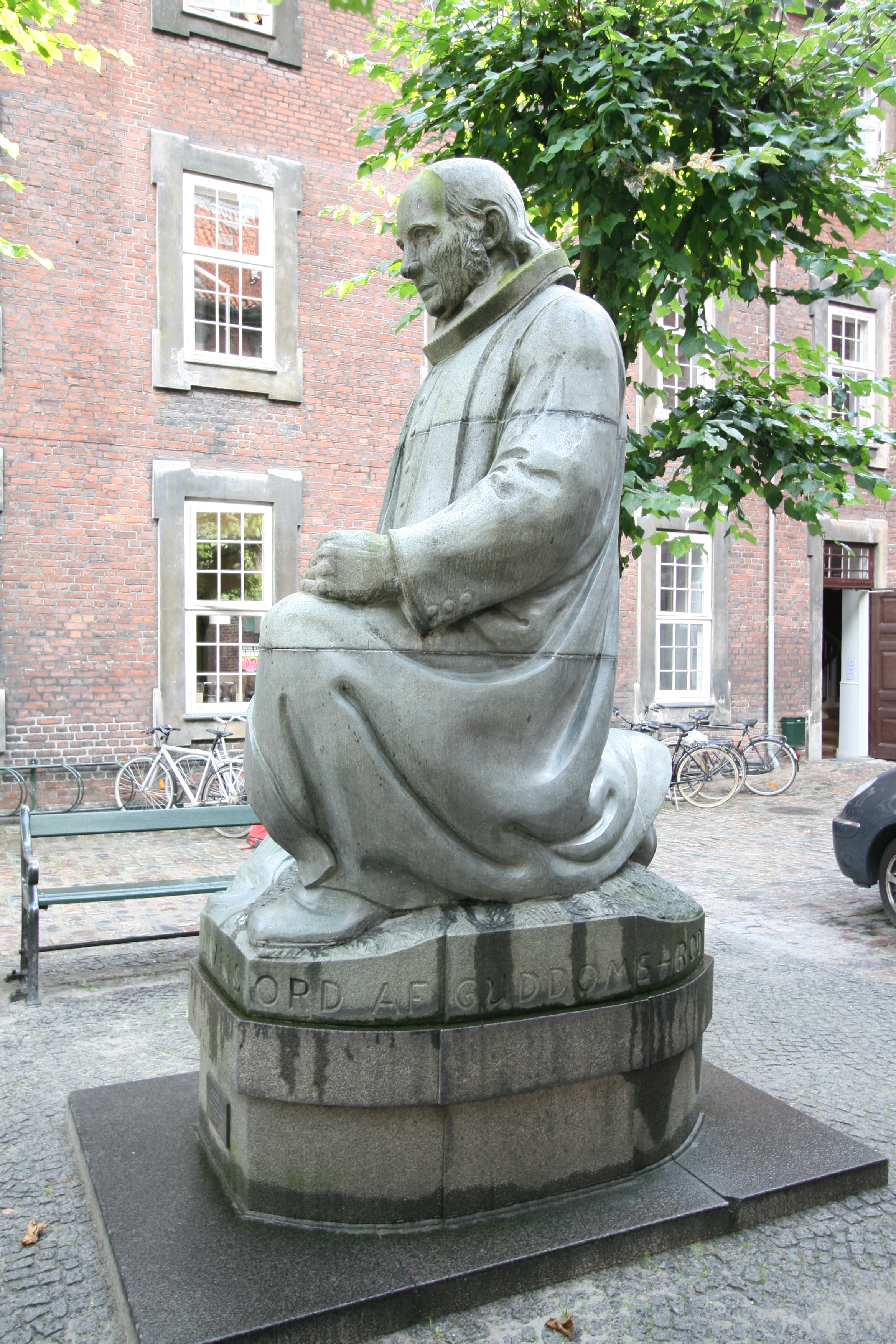
N. F. S. Grundtvig (1931)
Statue von Niels Skovgaard,
Grundtvig Forum, Vartov, Kopenhagen

Grundtvig hielt das dänische Volk für auserwählt und führte die Entstehung des dänischen Volkes auf die alttestamentlichen Stämme zurück. Dabei bedient er sich einer gotizistisch-nordistischen Interpretationstradition. Selbst nennt er seine Methodik eine historische Wissenschaft, die Vidskab. Mit ihr werden die Welt-, Heils- und eigene Lebensgeschichte miteinander gedeutet und parallelisiert. An die Stelle der Empirie setzte Grundtvig „eine ästhetische Wahrnehmungslehre“ und legitimierte seine Erkenntnisse mittels mythischer Traditionen. Nach Inga Meincke sieht sich Grundtvig dabei in „ungebrochener Tradition zu den seherischen Skalden der Edda…, billige sich die erforderliche Fähigkeit zur nordisch-historischen Anschauung auf exklusive Weise zu. Indem er Gott als seinen Wahrheitszeugen benenne, entwickele er eine Legitimationsstrategie, in der das eigene Leben zu dem Gegenstand werde, an dem Grundtvig seine historisch-poetische Wissenschaft bevorzugt praktiziere. Nichtsdestoweniger fühle Grundtvig sich in seinen autobiographischen Schriften nicht zur Exaktheit verpflichtet, erst durch die Bearbeitung enthülle sich der zeichenhafte Charakter seines Lebens.“ (Alexandra Bänsch)
Dem Zeitalter der Aufklärung setzte Grundtvig sein Konzept der „Volklichkeit“ (Folkelighed) entgegen. Die Französische Revolution begriff er als eine Krise des Christentums. Dagegen benötige das Dänentum keine Politik, der aufgeklärte Absolutismus sei die geeignete Regierungsform. Jedoch war Grundtvig später ein entschiedener Befürworter der Demokratie und arbeitete am ersten dänischen Grundgesetz von 1849 mit. Aufklärung sei hingegen durch die historisch-poetische Wissenschaft zu gewinnen, als deren Prophet sich Grundtvig darstellte. Grundtvigs Vorstellungen von einer Weltgeschichte und einem Weltgericht war durch das Bild der Krise bestimmt. Diese Krise stehe zwischen dem vergangenen Goldenen Zeitalter (Guldalder) und dem heraufkommenden Gylden-Aar (Güldenjahr). Um die Krise zu überwinden, müsse das dänische Volk „seine Folkelighed [= Volklichkeit] unter Beweis stellen“, wofür Grundtvig das Konzept der Herkunftsgemeinschaft um das der Überzeugungsgemeinschaft ergänzte. Als Däne sei der Mensch zwar schon durch seine Abstammung nobilitiert, im Geiste könne der Einzelne der dänischen Nation aber nur durch ein Bekenntnis angehören.

### Politische Rezeption
Der Grundtvigianismus, wenn auch keine politische Richtung an sich, wird in Dänemark traditionell mit einer freiheitlich-demokratischen und christlich-existentialistischen Grundeinstellung verbunden, deren Vertreter sich in allen Parteien wiederfinden, wobei man aber nicht unbedingt die gleichen Aspekte betont. Die Volksbildungsideale Grundtvigs wurden traditionell von den Parteien Venstre und Radikale Venstre hervorgehoben. Insgesamt war und ist der Grundtvigianismus eine Inspirationsquelle für Politiker von Venstre, Konservative Volkspartei, Radikale Venstre, teilweise von der Sozialdemokratie, Sozialistische Volkspartei und in den letzten Jahren auch von der Dänischen Volkspartei, sowie für EU-Anhänger und EU-Gegner, wobei unterschiedlich interpretiert.
Grundtvigs Konzept der Volklichkeit wird von rechtsextremistischen Theoretikern, insbesondere von der Neuen Rechten aufgenommen und mit Ausprägungen völkischen Denkens verbunden. In Deutschland wurde besonders von der nationalrevolutionären Zeitschrift Wir selbst, Zeitschrift für nationale Identität, und deren Nachfolger Volkslust versucht, Vokabular und Ideologeme Grundtvigs aufzunehmen, um an völkische Ideologien anzuschließen und sie „salonfähig“ zu machen.

## Veröffentlichungen
- Grundtvig’s Uebersicht der Welt-Chronik vornämlich des Lutherischen Zeitraumes. Aus dem Dänischen, nach der Ausgabe von 1817, übertragen von Dr. Volkmann. Durchgesehen und mit einigen Anmerkungen begleitet von A. G. Rudelbach. J. Ph. Raw’sche Buchhandlung, Nürnberg 1837.
- Vom wahren Christenthum. Als Gegengift gegen Dr. Karl Gottl. Bretschneiders „religiöse Glaubenslehre nach der Vernunft und der Offenbarung für denkende Leser“. Aus dem Dän. übers. von Emil Francke. Gebauer, Leipzig 1844.
- Salmer og aandelige Sange. (Grundtvigs Gesangbuch für die dänische Kirche). Karl Schönbergs Forlag, Kopenhagen Bd. 1–2, 1873, Bd. 3–4, 1873-1875.
- Nyaars-Morgen. Det Schönbergske Forlag, Kopenhagen 1925.

### Übersetzungen
- Saxo Grammaticus. Danmarks Riges Krönike. 13 Bände mit Illustrationen von Gudmund Hentze. Forlaget Danmark, Kopenhagen 1924

### Neuere Auswahlausgaben
- Johannes Knudsen (Hg.): Selected Writings. Fortress, Philadelphia 1976, ISBN 0-8006-1238-8.
- What Constitutes Authentic Christianity? Fortress, Philadelphia 1985, ISBN 0-8006-1844-0.
- Max Lawson (Hg.): Selected educational writings. The International People’s College, Helsingör 1991, ISBN 87-88735-08-7.
- Niels Lyhne Jensen (Hg.): A Grundtvig Anthology. Selections from the Writings. James Clarke, Cambridge 2000, ISBN 0-227-67885-0.
- Knud Eyvin Bugge, Flemming Lundgreen-Nielsen, Theodor Jorgensen (Hg.): N.F.S. Grundtvig: Schriften in Auswahl. Vandenhoeck & Ruprecht, Göttingen 2010, ISBN 978-3-525-56002-0.

## Gedenktag
- Evangelische Kirche in Deutschland: 2. September im Evangelischen Namenkalender[9]
- Evangelisch-Lutherische Kirche in Amerika: 2. September[10]